# Już nigdy nie zawyje wilk
Już nigdy nie zawyje wilk – amerykański film przygodowy z 1983 roku na podstawie książki Farleya Mowata.

## Opis fabuły
Biolog Tyler przybywa na Alaskę, żeby ustalić, czy wilki są odpowiedzialne za śmierć stada reniferów. Początkowo wszystko na to wskazuje. Tyler odkrywa, że gdy obserwuje wilki, one obserwują jego.

## Główne role
- Charles Martin Smith – Farley Mowat/Tyler
- Brian Dennehy – Rosie
- Zachary Ittimangnaq – Ootek
- Samson Jorah – Mike
- Hugh Webster – Pijak
- Martha Ittimangnaq – Kobieta

i inni

## Nagrody i nominacje
Oscary za rok 1983
- Najlepszy dźwięk - Alan Splet, Todd Boekelheide, Randy Thom, David Parker (nominacja)